# 2019년 일본
다음은 2019년 일본에서 일어났던 사건들을 정리해 놓은 문서이다.

## 다른 기년법
일본에서는 서력기원 외에도 다음과 같은 기년법을 사용한다. 아래의 기년법은 서력과 월, 일 등이 모두 일치된다.
- 연호
  - 헤이세이 31년 : 1월 31일 ~ 4월 30일 (120일간)
  - 레이와 원년 : 5월 1일 ~ 12월 31일 (245일간)
※ 일본국 헌법 제2조 및 천황의 퇴위 등에 관한 황실 전범 특례법에 의거하여 적용 및 시행됨에 따라 4월 30일부로 제125대 천황인 아키히토의 퇴위 및 상황이 성립됨에 따라, 익일인 5월 1일부로 나루히토가 제위계승을 거쳐 제126대 천황으로 즉위하고 원호법에 의거하여 개원하였다.
- 진무 천황 즉위기원 : 황기 2679년

## 사건

### 1월 ~ 3월
- 1월 8일 - 대한민국 대구지방법원은 징용공 소송 문제로 신일철주금의 한국 국내 자산에 대해 압류가 인정된다고 결정함.
- 2월 1일 - 일본-EU 경제 제휴 협정이 체결됨
- 2월 7일 - 문희상, 대한민국 국회 의장이 자신의 인터뷰를 통해 소위 위안부 문제에 대해 "자신으로서는 조만간 퇴위하게 되는 천황이 바람직하다고 생각한다. 그 사람은 전쟁범죄와 관련된 주범의 자식들이 아닌가. 그런 분들이 한번씩 할머니의 손을 잡고 정말 미안했다고 한마디만 해야 말끔하게 해소될 것이다."라고 쇼와 천황을 전쟁범죄인 취급을 받고, 또한 아키히토 천황에 의한 사죄를 요구한다는 발언이 있음.
- 3월 14일 - 국토교통성, 보잉에서 잦은 결함이 지속된 보잉 737 MAX에 대한 이륙이 금지된 형태로 조치하게 되자, 일본 자국내 공항에 이착륙 등 진입을 당분간 정지한다고 발표하기로 결정.[1]
- 3월 20일 - 롯데가 초코파이 등 초콜릿과 관련된 과자류를 약 150만개씩 수거한다고 발표됨.

### 4월
- 4월 1일

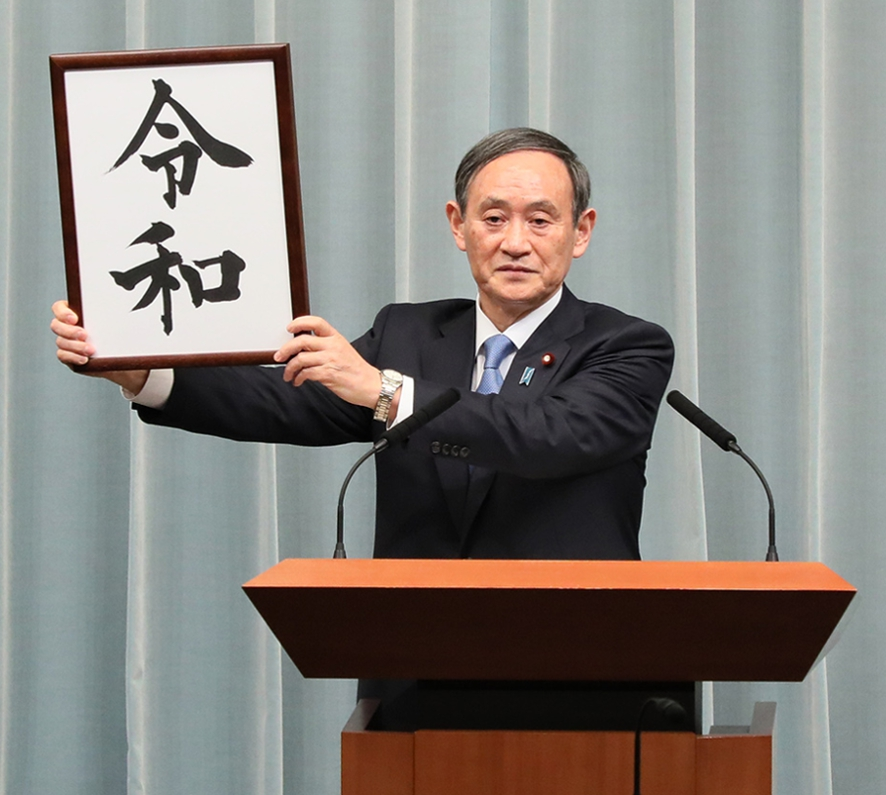
새 연호인 '레이와'(令和)를 발표하고 있는 스가 요시히데 내각관방장관

  - 연호법에 따라 5월 1일 이후 새로운 연호를 각의 결정함. (제4차 아베 신조 내각) 그 후 스가 요시히데 내각관방장관이 총리대신 관저에서 당초보다 11분이나 지연된 오전 11시 41분 부로 새로운 연호인 "레이와"를 사전에 발표함.
  - 아키시노노미야 히사히토 친왕이 오차노미즈 여자대학 부속 중학교에 진학을 감.
  - 후쿠오카 파이낸셜 그룹이 주하치 은행을 완전 자회사화하기로 결정.
  - 야마가타시, 후쿠이시, 고후시, 네야가와시가 중핵시로 승격.
  - 신일본철도주금이 사명을 일본제철로 바뀌며 이와 더불어 일본 국내외 그룹 계열사 50여 곳 이상의 명칭 변경.
- 4월 7일 - 제19회 통일지방선거 개표가 전반전에 한하여 개시됨.
- 4월 21일 - 제19회 통일지방선거 후반전 투표 개시
- 4월 30일 - 천황의 퇴위 등에 관한 황실 전범 특례법의 시행에 따라, 이날 자정을 기해 제125대 천황인 아키히토가 퇴위하게 됨.

### 5월 ~ 6월
- 5월 1일
  - 자정 부로 나루히토 황태자가 제126대 천왕으로 즉위함에 따라 연호를 '레이와(令和)'로 개원하게 됨. 또한 황후는 마사코 황후를, 이미 퇴위하게 된 아키히토는 상황으로 미치코는 최초로 상황후가 됨. 2019년에 한하여 공휴일이 취급되는 휴일이 추가됨[2]에 따라, 4월 30일, 5월 2일 두 날에 걸쳐 공휴일법 규정에 따라 일본 국민의 휴일이 된다.[3]
  - 효고현에 속한 사사야마시가 단바사사야마시로 시의 이름이 변경.
  - 니시닛폰 신문이 신문지 가격 인상 단행.
- 5월 8일 - 토요타 자동차가 2018년 4월부터 2019년 3월까지의 매출액은 30조 2556억엔으로 기록하였다고 발표되었다. 이는 일본 기업 역사상 최초로 30조엔대를 유일하게 진입.
- 5월 28일 - 가나가와현 가와사키시에서 흉기난동 사건이 발생, 2명이 숨지고 18명이 부상.
- 6월 13일 - 호르무즈 해협에서 일본과 노르웨이의 해운사가 가지고 있던 유조선들이 괴한에 의해 습격을 받음. 자세한 내용은 2019년 6월 오만만 사건 참조.
- 6월 29일 - 6월 28일부터 개최된 G20 정상회의가 인텍스 오사카에서 개최되었다. 자유와 공정한 무역을 위해 노력할 것 등을 명시하고 있는 오사카 선언을 채택함.

### 7월 ~ 9월
- 7월 18일 - 교토부 교토시 후시미구에 소재하고 있는 교토 애니메이션에서 휘발유를 뿌린 후 방화로 추정되는 화재 사건이 발생. 교토부 경찰(일본어판)에 의하면, 방화 혐의로 문제가 되는 남자의 신병을 확보하였다. 화재에 의한 인적 피해는 69명 중 36명의 사망자가 발생, 일본 경찰에 따라 헤이세이 시대 이래 사망자 수가 최대치로 기록됨. 자세한 사항은 교토 애니메이션 방화 사건 문서를 참고할 것.
- 8월 2일 - 캐치올 규제(일본어판)의 시행에 의거하여 대한민국에 대해 화이트 리스트에 속하고 있는 국가[4] 지정을 제외하자는 것이 각의 결정. 7일 정식으로 교부를 받고 동월 28일부터 본격 시행.
- 9월 1일 - 닛폰 TV 방송망의 BS TV 계열국과 BS닛폰이 여타 BS 방송국보다 9개월 늦게 개시되자, 새로운 4K, 8K 형식의 위성방송인 "BS닛테레 4K"의 방송을 정식으로 개시.
- 9월 20일 - 2019년 럭비 월드컵(영어판)이 정식으로 개최, 아시아에서 최초로 개최한 국제 럭비 대회임.

## 자연과학

### 노벨상
노벨상의 자연과학 분야에서 일본인 1명이 수상한 명단에 올랐다.
- 노벨 화학상 : 요시노 아키라 - 리튬 이온 전지 (공동 수상자 : 존 B. 구디너프, 스탠리 휘팅엄)

## 같이 보기
- 일본의 역사
- 2019년 대한민국
- 2019년 미국
- 2019년 조선민주주의인민공화국
- 2019년 중국
- 2019년 러시아